# 제원로
제원로(Jewon-ro)는 충청북도 제천시 봉양읍 장평리 장평삼거리와 강원특별자치도 원주시 신림면 신림리 신림119안전센터를 잇는 도로이다. 전 구간 국도 제5호선에 속한다.

## 연혁
- 1975년 10월 1일 : 원성군 신림면 금대리 총 200m 구간 개통 및 기존 총 370m 구간 폐지[1]
- 2000년 12월 31일 : 제천시 봉양읍 연박리 ~ 주포리 3.98km 구간 확장 개통 및 기존 4.54km 구간 폐지[2]
- 2006년 9월 27일 : 제천시 봉양읍 장평리 550m 구간 개통[3]
- 2009년 7월 10일 : 2개 이상 시·도에 걸쳐 있는 도로로 제원로를 고시[4]

## 주요 경유지
충청북도
- 제천시 봉양읍

강원특별자치도
- 원주시 신림면

## 노선
전 구간 국도 제5호선에 속하므로 이 노선에 대한 별도 표기는 생략한다.
| 이름            | 접속 노선                           | 소재지 | 소재지 | 비고                |
| --------------- | ----------------------------------- | ------ | ------ | ------------------- |
| 봉양삼거리      | 국도 제5호선 국도 제38호선 (북부로) | 제천시 | 봉양읍 |                     |
| 주포사거리      | 주포로 제원로2길                    | 제천시 | 봉양읍 |                     |
| 주포삼거리      | 주포로7길                           | 제천시 | 봉양읍 |                     |
| 오작교          |                                     | 제천시 | 봉양읍 |                     |
| 봉양리          | 팔송로                              | 제천시 | 봉양읍 |                     |
| 봉양삼거리      | 용두대로                            | 제천시 | 봉양읍 |                     |
| 팔송대교        |                                     | 제천시 | 봉양읍 |                     |
| 배론성지삼거리  | 배론성지길                          | 제천시 | 봉양읍 |                     |
| 탁사정삼거리    |                                     | 제천시 | 봉양읍 |                     |
| 구학교 탁사정   |                                     | 제천시 | 봉양읍 |                     |
| 옥전교          | 옥전길                              | 제천시 | 봉양읍 |                     |
| 학산교 학산리   |                                     | 제천시 | 봉양읍 |                     |
| 용암리          |                                     | 원주시 | 신림면 |                     |
| (용암3리)       | 연봉정길 종림길                     | 원주시 | 신림면 |                     |
| 용암삼거리      | 지방도 제597호선 (구학산로)         | 원주시 | 신림면 | 구 지방도 제402호선 |
| 신림역          | 정암길                              | 원주시 | 신림면 |                     |
| 신림농협        | 국도 제5호선 (치악로)               | 원주시 | 신림면 |                     |
| 신림1교         |                                     | 원주시 | 신림면 |                     |
| 신림119안전센터 | 국도 제5호선 (치악로)               | 원주시 | 신림면 |                     |
| 치악로와 직결   |                                     |        |        |                     |

## 주요 건물 및 시설
- 대림비앤코 제천공장 (충청북도 제천시 봉양읍 제원로 80-50)
- 구학역 (충청북도 제천시 봉양읍 제원로 340)
- 구학1리다목적회관 (충청북도 제천시 봉양읍 제원로 406-11)
- 시골학교캠핑장 (구 옥전초등학교, 충청북도 제천시 봉양읍 제원로 653)
- 신림농협 (강원특별자치도 원주시 신림면 제원로 1432)